# Panaxia
Panaxia is een geslacht van vlinders uit de familie van de spinneruilen (Erebidae) en de onderfamilie Arctiinae.

## Soorten
- P. albipuncta Wileman, 1910
- P. coreana Matsumura, 1927
- P. dominula Linnaeus, 1758
- P. eques P.Reich, 1932
- P. equitalis Kollar, 1844
- P. histrio Walker, 1855
- P. lemnia Boisduval, 1932
- P. lenzeni Daniel, 1943
- P. miranda Oberthür, 1894
- P. nepos Leech, 1899
- P. nyctemerata Moore, 1879
- P. philippsi Bartel, 1906
- P. plagiata Walker, 1855
- P. principalis Kollar, 1844
- P. quadripunctaria Poda, 1761
- P. similis F.Moore, 1879